# Liliane Landor
Liliane Landor (née en 1956) est une journaliste britannique d'origine libanaise et une dirigeante de la radiodiffusion qui est directrice du BBC World Service de 2021 à 2024. Elle travaille pour la BBC de 1989 à mi-2016, devenant responsable des langues au sein du service, où elle est responsable de la diffusion radio et télévision en 27 langues . Elle lance le projet 100 femmes de la BBC en 2014. En novembre 2016, elle est incluse comme l'une des femmes inspirantes et influentes de 2016 dans le classement des 100 femmes de la BBC, dont le thème est « le défi ».

## Biographie
Fille d'un père libanais et d'une mère cubaine, Liliane Landor est née et grandit au Liban. Elle est éduquée en France et en Suisse et parle cinq langues. Entrée à la BBC en 1989, elle travaille d'abord pour le service français, en tant que présentatrice d'un programme d'information. Elle devient l'une des premières présentatrices non britanniques au sein du département d'information du BBC World Service, où elle présente Europe Today et, deux ans plus tard, l'émission phare Newshour. Elle est l'une des principales présentatrices de The World Today, avant de devenir rédactrice en chef du programme.
En 2002, elle est nommée rédactrice en chef des programmes d'information et d'actualité, un département qu'elle dirige à partir de 2006, devenant ainsi responsable de tous les programmes d'information en anglais du World Service. En 2007, elle est l'une des juges du concours de journalisme NewsMaker de la BBC, ouvert à toute personne âgée de 20 à 30 ans.
Fin 2009, elle rejoint le département Moyen-Orient du World Service, où elle assume des responsabilités éditoriales et de gestion pour toutes les émissions de télévision et de radio arabes. En 2013, elle devient responsable du contrôle de la diffusion radio et télévision du BBC World Service en 27 langues, jusqu'à son départ à la mi-2016. Elle joue un rôle déterminant dans le lancement de la liste 100 femmes de la BBC en 2014,.
Lors de son départ en 2016, le directeur de BBC News, James Harding, la décrit comme « une figure déterminante dans la formation du World Service » qui, à travers les services linguistiques, a « transformé la capacité de la BBC à donner un sens au monde ». L'année suivante, la BBC lance le « Prix Liliane Landor du meilleur journalisme » pour une œuvre documentaire non fictionnelle.
En 2018, elle devient responsable des informations étrangères pour Channel 4, succédant à Nevine Mabro. De 2021 à 2024, Landor est contrôleur principal de BBC News International Services (sous lequel elle assume également le rôle de directrice du diffuseur international BBC World Service).